# Баутиста, Йон
Йон Баутиста Орхильес (исп. и баск. Jon Bautista Orgilles; родился 3 июля 1995, Маон, Испания) — испанский футболист, нападающий клуба «Эйбар».

## Клубная карьера
Баутиста — воспитанник клуба «Реал Сосьедад». В 2013 году Йон начал выступления за команду дублёров. 24 апреля 2016 года в матче против «Вильярреала» он дебютировал в Ла Лиге. 8 мая в поединке против «Райо Вальекано» Баутиста забил свой первый гол за «Реал Сосьедад». 31 мая 2017 года Йон продлил контракт с клубом до 2023 года.

## Достижения
«Реал Сосьедад»
- Обладатель Кубка Испании: 2019/20